# Полінг (містечко, Нью-Йорк)
Полінг (англ. Pawling) — місто (англ. town) в США, в окрузі Дачесс штату Нью-Йорк. Населення — 8012 особи (2020).

## Демографія
Згідно з переписом 2010 року, у місті мешкали 8463 особи в 3093 домогосподарствах у складі 2179 родин. Було 3593 помешкання
Расовий склад населення:
| - 88,7 % — білих - 2,8 % — чорних або афроамериканців - 2,3 % — азіатів - 0,4 % — корінних американців - 0,1 % — вихідців з тихоокеанських островів - 4,1 % — осіб інших рас |

До двох чи більше рас належало 1,8 %. Частка іспаномовних становила 10,2 % від усіх жителів.
За віковим діапазоном населення розподілялося таким чином: 24,6 % — особи молодші 18 років, 60,9 % — особи у віці 18—64 років, 14,5 % — особи у віці 65 років та старші. Медіана віку мешканця становила 42,3 року. На 100 осіб жіночої статі у місті припадало 105,9 чоловіків;  на 100 жінок у віці від 18 років та старших — 98,8 чоловіків також старших 18 років.
Середній дохід на одне домашнє господарство  становив 104 949 доларів США (медіана — 82 328), а середній дохід на одну сім'ю — 123 781 долар (медіана — 105 143). Медіана доходів становила 64 225 доларів для чоловіків та 54 167 доларів для жінок. За межею бідності перебувало 7,6 % осіб, у тому числі 8,0 % дітей у віці до 18 років та 10,9 % осіб у віці 65 років та старших.
Цивільне працевлаштоване населення становило 4245 осіб. Основні галузі зайнятості: освіта, охорона здоров'я та соціальна допомога — 26,2 %, науковці, спеціалісти, менеджери — 12,1 %, роздрібна торгівля — 11,4 %.

## Відомі особистості
В поселенні народилась:
- Керолайн Кетрін Аллен (1904-1975) — американська вчена-ботанік.